# Wind Jet
Wind Jet (eller Windjet) var et flyselskab fra Italien. Selskabet havde hub og hovedkontor på Catania-Fontanarossa Airport i Catania. Wind Jet blev etableret i 2003 og gik konkurs i 2012.
Selskabet opererede i august 2012 både rute- og charterflyvninger til over 25 destinationer.

## Historie
Wind Jet blev grundlagt i 2003 på resterne af Air Sicilia. Selskabet var ejet af Antonino Pulvirenti, der også ejede fodboldklubben Calcio Catania. Wind Jets første flyvning fandt sted i juli 2003, da et fly lettede fra Catania mod Rom.
I sommeren 2012 kom selskabet i alvorlige økonomiske problemer, og efter at Alitalia forgæves havde prøvet at overtage Wind Jet, måtte selskabet i august 2012 stoppe driften og betalingerne. Over 300.000 flygæster stod derefter med ugyldige flybilleter til Wind Jet.

## Flyflåde
Wind Jets havde i august 2012 en flyflåde bestående af fem Airbus A319 med plads til 144 passagerer og syv Airbus A320 med 180 sæder.